# Jiří Kusý
Jiří Kusý (15. ledna 1948 Pečky – 12. dubna 2016 Praha) byl český operní sólista, římskokatolický kněz, magistrální kaplan Suverénního řádu maltézských rytířů a vikář duchovního převora českého velkopřevorství Vojenského a špitálního řádu svatého Lazara Jeruzalémského.

## Životopis
Jiří Kusý se narodil roku 1948 v Pečkách ve středních Čechách, kde spolu s rodiči a bratrem prožil své dětství a mládí. Po maturitě nejdříve pracoval jako výpravčí na dráze, protože za tehdejšího režimu mu nebylo umožněno studium archeologie. Později přešel na ředitelství metra v Praze a současně studoval na Pražské konzervatoři a byl členem Pražské zpěvohry. V roce 1984 se stal sólistou opery Divadla J. K. Tyla v Plzni, kde během svého působení nastudoval 26 rolí. Protože se nikdy nevzdal svého přání stát se knězem, začal v r. 1971 tajně studovat teologii a 11. února 1985 přijal tajně kněžské svěcení v Berlíně z rukou kardinála Joachima Meisnera.
V roce 1990 se rozloučil s pěveckou kariérou rolí hraběte Luny ve Verdiho opeře Trubadúr a od té doby se plně věnoval duchovní službě. Nejdříve se stal v Praze kaplanem u kostela sv. Tomáše, poté působil jako kaplan v chrámu Panny Marie před Týnem v Praze, následně jako administrátor v Praze-Liboci a od roku 1996 až do své smrti jako administrátor a později farář ve farnosti sv. Václava v Praze-Nuslích. Jeho učitelem a později i přítelem byl Msgre. Jiří Reinsberg. Roku 1990 byl též jmenován vikářem duchovního převora českého velkopřevorství Vojenského a špitálního řádu svatého Lazara Jeruzalémského, kterým byl tehdy Kajetán Matoušek. Z nevole tehdejšího pražského arcibiskupa Miloslava Vlka musel roku 1995 v této funkci skončit. Po rozdělení řádu v roce 2004 zůstal členem orleánské obedience. Později se stal členem Suverénního řádu Maltézských rytířů, ve kterém až do smrti vykonával funkci magistrálního kaplana.
Studoval u 13 učitelů zpěvu, např. Zdeněk Otava, Zdeněk Tomáš, Františka Krýsová, Václav Zítek, René Tuček, Olga Jiráková či Jaroslav Horáček, v jehož třídě na Pražské konzervatoři v roce 1989 absolvoval. Jiří Kusý hostoval také v divadle Oldřicha Stibora v Olomouci a v Jihočeském divadle v Českých Budějovicích. Od roku 1976 zpíval barytonové role v Pražské zpěvohře, kde si vytvořil repertoár pro budoucí angažmá. Několikrát účinkoval v Rybově České mši vánoční (sólový tenorový part) společně s Eduardem Hakenem na vystoupeních pěveckého sboru Kladno pod vedením JUDr. Romana Makaria. Často byl zván ke spolupráci s Českým pěveckým sborem a jeho sbormistrem prof. J. Veselkou.
Jedenáct let zpíval v Pražském pěveckém sboru Smetana pod vedením prof. Vladimíra Doležala. S uměleckým souborem Albatros zpíval operetní i muzikálové písně na nespočetných koncertech po České republice, zvláště pak v západočeských lázeňských městech, ale i v Praze. Koncertoval i během své duchovní služby, ale věnoval se již pouze duchovní hudbě. Biblické písně Antonína Dvořáka patřily k jeho nejoblíbenějším dílům, které vyšlo v jeho podání v Českém rozhlase Plzeň opakovaně i na CD. Během svého života navštěvoval pravidelně lázeňské město Jáchymov.
Svého kolegu Eduarda Hakena vyprovodil při jeho poslední cestě, stejně jako herce Josefa Kemra, jehož byl zpovědníkem.V roce 2009 se stal čestným občanem města Pečky a v roce 2014 mu rovněž městská část Praha 4 udělila čestné občanství. V roce 2013 vznikl v České televizi v rámci dokumentárního cyklu Cesty víry pořad s názvem Tam bude i tvé srdce, ve kterém Jiří Kusý popisuje svůj životní příběh. Jeho srdce dotlouklo dne 12. dubna 2016 v Nemocnici Milosrdných sester sv. Karla Boromejského v Praze. Je pohřben na hřbitově v Pečkách.